# Andrew (Iowa)
Andrew è una città degli Stati Uniti, situata nella Contea di Jackson, nello Stato dell'Iowa.

## Geografia fisica
Andrew è situata a 42°09′15″N 90°35′30″W (42.154059 -90.591765). La città ha una superficie di 0,7 km², interamente coperti da terre. Le città limitrofe sono: Bellevue, Delmar, La Motte, Maquoketa, Preston, Spragueville, Springbrook e Zwingle. Andrew è situata a 269 m s.l.m.

## Società

### Evoluzione demografica
Al censimento del 2000, Andrew contava 460 abitanti e 165 famiglie. La densità di popolazione era di 657,14 abitanti per chilometro quadrato. Le unità abitative erano 169, con una media di 241,42 per chilometro quadrato. La composizione razziale contava il 99,13% di bianchi, lo 0,22% di nativi americani, e lo 0,65% di altre razze. Gli ispanici e i latini erano il 2,83% della popolazione residente.